# Arianna Reche
Arianna Reche (Pascanas, Provincia de Córdoba, Argentina; 16 de julio de 1996) es una futbolista profesional que juega de mediocampista en el Club Atlético Belgrano de la Primera División.  

## Trayectoria

### Primeros pasos
Inició su carrera en el año 2012 en el club Social y Deportivo Lasallano, en donde fue convocada a la Selección femenina de fútbol sub-20 de Argentina.
Luego se mudó a Racing de Nueva Italia y como parte de las académicas fue campeona del torneo de la Liga Cordobesa de Fútbol en su edición del 2018.  

### Arribo a Belgrano
En plena Pandemia de COVID-19 se sumaría a las filas del pirata que estaba por competir por primera vez en una competencia organizada por AFA, siendo además el primer equipo cordobés en participar de dicha competición de nivel nacional.  
Fue la autora del primer gol de Belgrano en AFA que vencería por 7 a 0 a San Martín de Burzaco. 
Formó parte del plantel que consiguió los dos ascensos seguidos de Campeonato de Fútbol Femenino de Primera División C y Primera B, marcando 12 y 19 goles respectivamente. 
También marcó en el 6 a 0 frente a Puerto Nuevo para ascender a Primera División; y en el 1 a 3 frente a All Boys, último partido del equipo en esa divisional.  
Tras el ascenso, Arianna fue una de las 10 primeras jugadoras de Belgrano en firmar un contrato profesional de fútbol femenino. 
Su primer gol en la máxima categoría del futbol femenino sería ante el SAT convirtiendosé en una de las pocas jugadoras en convertir en las tres categorías de AFA que Belgrano. 